# 昼寝城
昼寝城（ひるねじょう）は、香川県さぬき市前山にあった日本の城（山城）。さぬき市指定史跡。

## 概要
昼寝城は、鴨部川上流の南側にある矢筈山の中腹、俗称昼寝山の頂上に所在していた。昼寝山の山頂平坦地は2ヶ所あり、西方は100平方メートルあり、東方は200平方メートルある。西方の隅には寒川社（寒川さん）と呼ばれる祠が存在する。東方の南端に土塁とみられる遺構が存在する。また2ヶ所に平坦地を幅員約2メートルの道で結ばれており馬場と伝えられている。

## 歴史
築城されたのは嘉吉年間（1441年-1444年）、築城主は寒川光治と伝わる。
南北朝時代から室町時代にかけて、東讃に勢力を誇っていた寒川氏は仁明天皇の頃に讃岐朝臣の姓を賜り、代々寒川郡の郡司であったために寒川氏と称するようになった。
室町時代になると長尾荘の地頭に就任し、細川氏の被官となり大内郡・寒川郡と小豆島を領し、昼寝城、引田城、虎丸城を築いた。
大永3年（1523年）、寒川郡内の境界争いを端に発する塩ノ木合戦が起こる。
塩ノ木合戦とは、雨滝城城主安富盛方が寒川元政所領の城を攻撃し、寒川氏は塩ノ木で安富氏を追撃したものである。
大永6年（1526年）、大内氏に属する寒川氏と三好氏に属する十河氏の紛争が起こり、十河氏に加勢する三好氏は昼寝城・池内城を攻撃しようとしたが、寒川氏は先に二本杉を攻め、十河氏・三好氏を敗走させた。
十河一存は仇討ちのために元政と戦ったが細川晴元が和睦を命じた。しかし盛方は晴元の命に従わず、寒川氏を攻め、池内城を奪った。寒川氏は昼寝城に退き兵糧攻めにあったが落城せず、安富氏は退いた。
天正10年（1582年）8月、長宗我部氏の岩田雲長に率いられた部隊は石田・長尾に侵攻した。石田の小十九間城城主細川則弘は野崎時安らを召集。
岩田雲長を大将とする長宗我部軍は昼寝城・常憐城を攻撃。細川則弘は蓮田池で迎え撃ち、岩田雲長・一宮平四郎を討ち取った。